# Martin Thuesen
Martin Castberg Thuesen (* 28. Juni 1979 in Frederiksberg) ist ein ehemaliger dänischer Basketballspieler.

## Leben
Martin Thuesen erhielt seine Basketballgrundausbildung beim Falcon Basketball Klub in Frederiksberg. Anschließend spielte er für Aabyhøj IF, 2001 wechselte der 1,80 Meter große Aufbauspieler zu den Skovbakken Bears (später in Bakken Bears umbenannt). Nach einer starken Saison 2004/05, in der Thuesen für Bakken in der dänischen Liga im Schnitt 13,5 Punkte erzielte und 4,7 Korbvorlagen pro Partie verbuchte sowie ebenfalls im europäischen Vereinswettbewerb FIBA Europe Cup antrat, nahm er ein Angebot des deutschen Zweitligisten Ratiopharm Ulm an, nachdem er zuvor vor einem Wechsel zum Ligakonkurrenten TuS Jena gestanden hatte. Mit den Ulmern unter Trainer Mike Taylor stieg er 2006 als Meister der Südstaffel der 2. Basketball-Bundesliga in die Basketball-Bundesliga auf. In der höchsten deutschen Spielklasse blieb Thuesens Einsatzzeit sehr begrenzt, nach elf Bundesligaspielen (1,1 Punkte/Partie) verließ er Ulm im Januar 2007 und wechselte zum isländischen Erstligisten Snæfell, für den er bis zum Ende der Saison 2006/07 auflief und das Halbfinale um die Landesmeisterschaft erreichte.
Im Vorfeld des Spieljahres 2007/08 zog es ihn zu den Bakken Bears zurück. Thuesen spielte bis 2013 für die Mannschaft. Im Laufe seiner Karriere gewann der Aufbauspieler mit Bakken sieben Mal den dänischen Meistertitel und fünf Mal den Pokalwettbewerb. Für die dänische Herrennationalmannschaft bestritt er 45 Länderspiele.